# Uckange

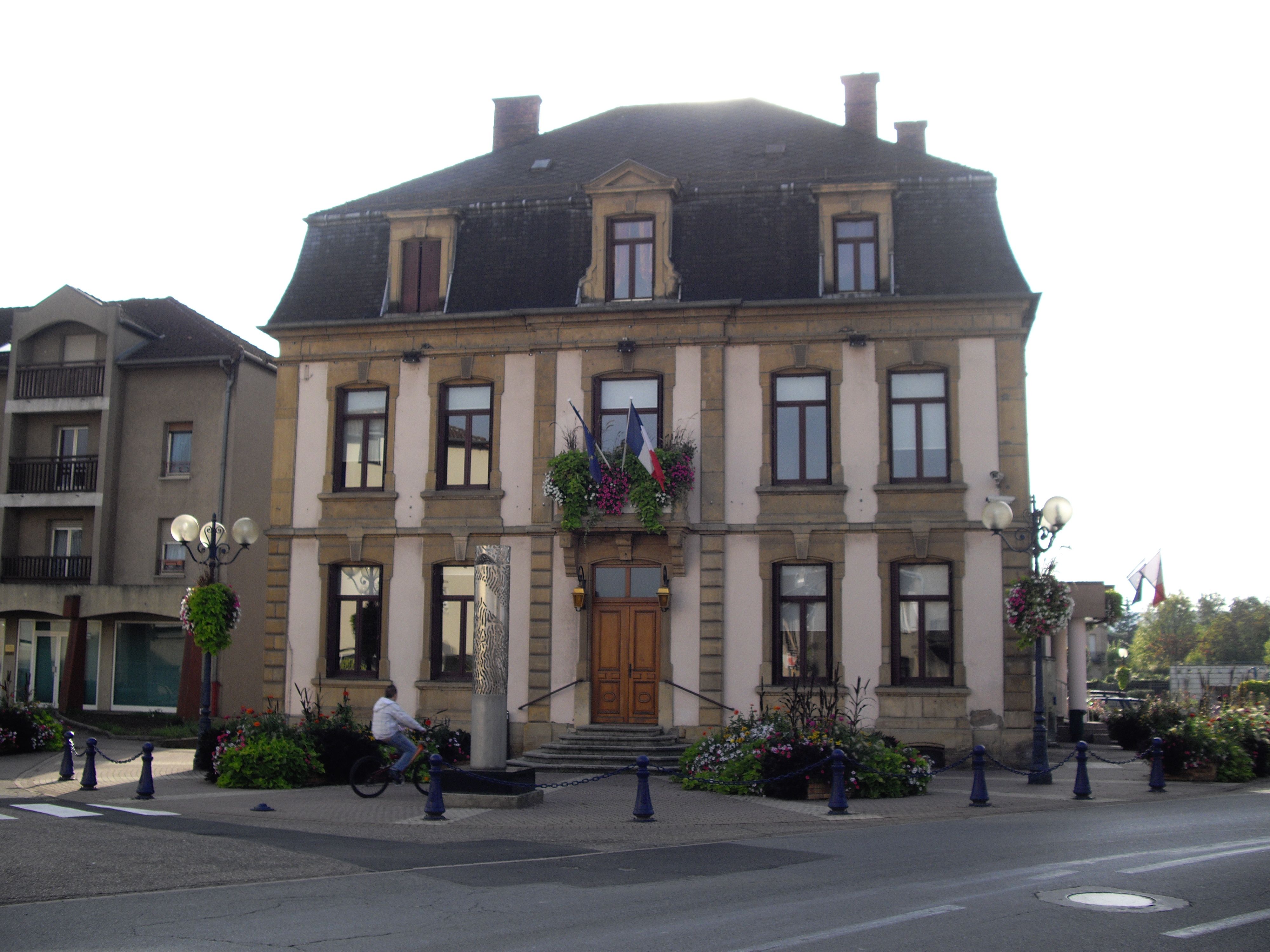
Rathaus Uckange

Uckange (deutsch Ückingen) ist eine französische Gemeinde mit 7001 Einwohnern (Stand 1. Januar 2022) im Département Moselle in der Region Grand Est (bis 2015 Lothringen). Sie gehört zum Arrondissement Thionville.

## Geographie
Uckange liegt an der Mosel, etwa zehn Kilometer südlich von Thionville (Diedenhofen) auf einer Höhe zwischen 150 und 190 m über dem Meeresspiegel, die mittlere Höhe beträgt 157 m. Das Gemeindegebiet umfasst 5,56 km².

## Geschichte
Der Ort wurde erstmals 1106 als Utingas erwähnt und gehörte zum Heiligen Römischen Reich. Er befand sich im Besitz des Bistums Metz. Durch den Pyrenäenfrieden wurde der Ort 1659 Frankreich zugesprochen.
Durch den Frankfurter Frieden vom 10. Mai 1871 kam die Region an das deutsche Reichsland Elsaß-Lothringen. Das Dorf gehörte zum Kreis Diedenhofen-West im Bezirk Lothringen. Am Ort gab es eine Glashütte, eine Ziegelei, Mühlen und eine Bierbrauerei. Nach dem Ersten Weltkrieg musste die Region aufgrund der Bestimmungen des Versailler Vertrags 1919 an Frankreich abgetreten werden und wurde Teil des Département Moselle. Im Zweiten Weltkrieg war die Region von der deutschen Wehrmacht besetzt.
Die Balken im Gemeindewappen sind die Symbole der früheren Herren von Uckange: heraldisch rechts Familie Meilburg aus Illange und heraldisch links Familie Rodemach. Die gekreuzten Hämmer erinnern an die lange Tradition der Eisenverhüttung.

### Bevölkerungsentwicklung
| Jahr      | 1962 | 1968   | 1975   | 1982 | 1990 | 1999 | 2007 | 2019 |
| Einwohner | 7661 | 10.326 | 11.560 | 9524 | 9189 | 7905 | 7375 | 6926 |

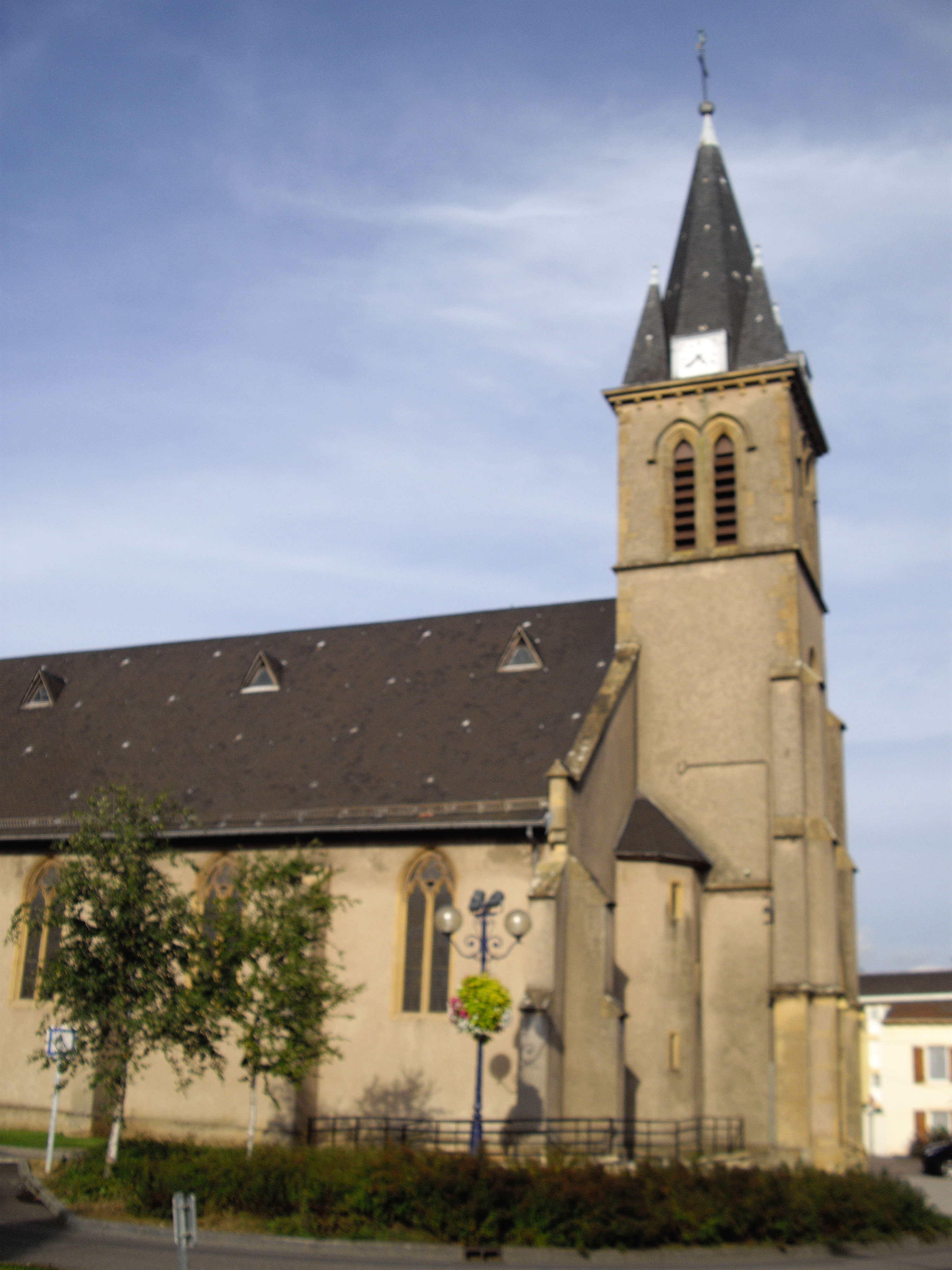
Kirche Sainte-Barbe
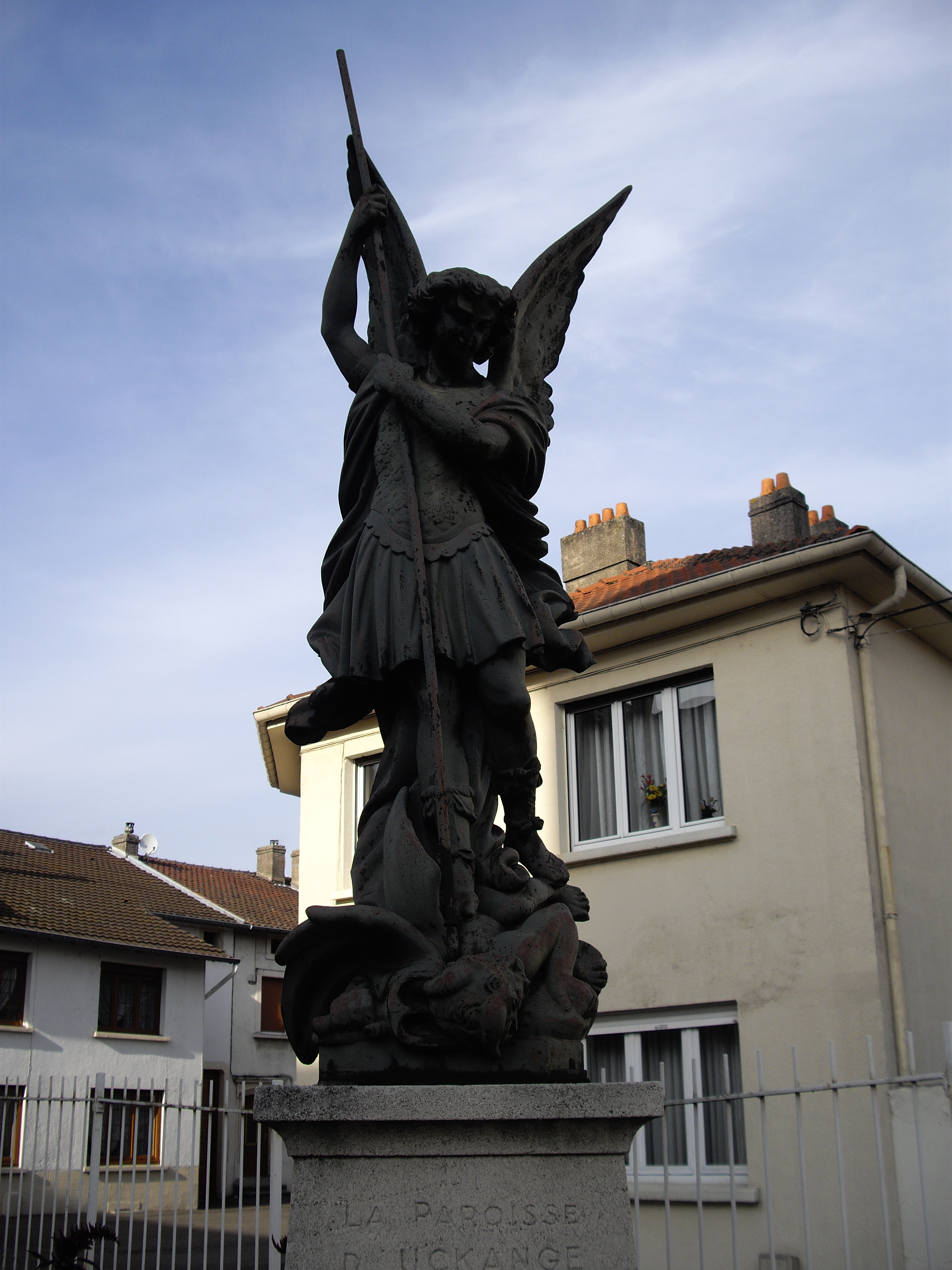
St.-Michael-Statue vor der Kirche Sainte-Barbe
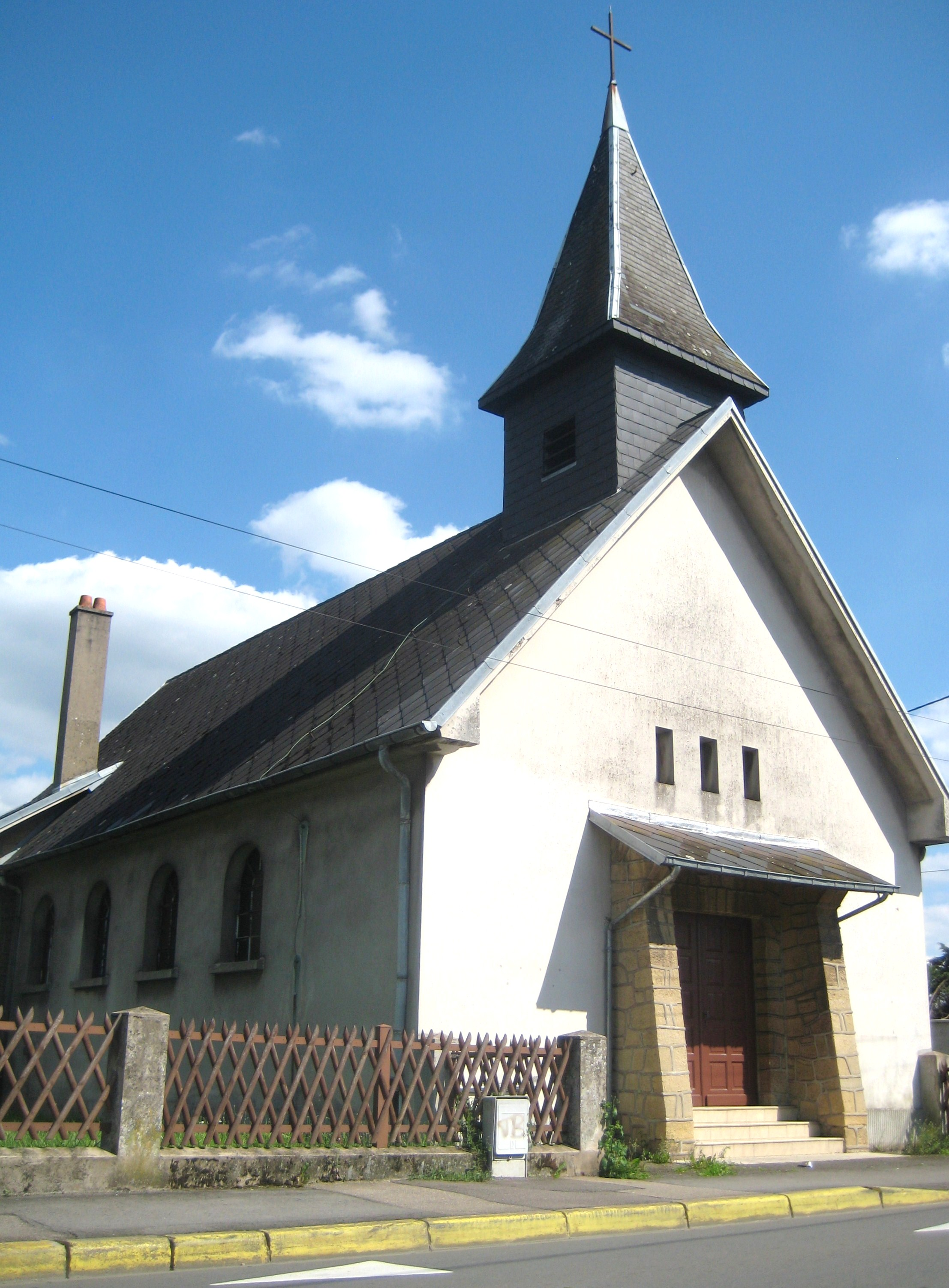
Protestantische Kirche

## Sonstiges
- Das letzte Kapitel von Didier van Cauwelaerts Roman Das Findelkind spielt in Uckange.
- Uckange gilt als Ursprungsort der Nougat-Spezialität Wagotine d'Uckange.

## Persönlichkeiten (Auswahl)
- Eugène Lorette (1829–1901), Politiker, Reichstagsabgeordneter

## Belege
1. 1 2  Eugen H. Th. Huhn: Deutsch-Lothringen. Landes-, Volks- und Ortskunde, Stuttgart 1875, S. 321  (google.books.de).
2. ↑  Wappenbeschreibung auf genealogie-lorraine.fr (französisch)